# SZA
Solána Imani Rowe, född 8 november 1989 i Saint Louis, är en amerikansk singer-songwriter känd under signaturen SZA (uttal: ['sɪzə]). Hennes debutalbum Ctrl (2017) har sålt tre gånger platina, och uppföljaren SOS från 2022 nådde första plats på Billboard 200-listan. Samarbetsprojekt "Kiss Me More" vann 2021 en Grammy.

## Biografi
SZA började skapa musik i början av 2010-talet. Hon släppte två EP-skivor innan hon fick kontrakt med hip hop-bolaget Top Dawg, där hon 2014 släppte EP:n Z. Samma år skrev hon "Feeling Myself" tillsammans med Nicki Minaj och Beyoncé. År 2016 medverkade hon på Rihannas inspelning av låten "Consideration".
SZA:s debutalbum Ctrl (2017) fick stor uppmärksamhet från amerikanska musikkritiker. Det gick direkt in på plats tre på den amerikanska Billboard 200-listan och sålde så småningom tre gånger platina. Inför 2018 års Grammygala nominerades albumet eller SZA i fyra olika klasser, inklusive som Bästa nya artist. År 2020 placerades albumet på Rolling Stones lista över de 500 bästa albumen.
I augusti 2017 medverkade hon på Maroon 5:s hitsingel "What Lovers Do". Året därpå samarbetade hon med Kendrick Lamar på produktionen av hitsingeln "All the Stars", del av filmmusiken till filmen Black Panther; hennes bidrag nominerades till Golden Globe för Bästa originalsång och Oscar i samma kategori.
År 2020 släppte hon singeln "Good Days", och året därpå presenterade hon singeln "I Hate U" och samarbetade på Doja Cats "Kiss Me More"; alla tre singlarna nådde topp 10 på Billboard Hot 100-listan. Sistnämnda låten slog nytt rekord för längst noterade kvinnliga samarbetsprojekt på Billboards topp 10, och den gav henne även en Grammy för Bästa popduo/-grupp-framträdande. SZA medverkade under 2021 även på topp 20-hiten "No Love" av Summer Walker.
SZA:s andra fullängdsalbum SOS (2022) nådde första plats på Billboard 200-listan. Det slog även veckorekordet för mest strömmade R&B-album.

## Diskografi
- Z (EP; 2014)

- Ctrl (2017)
- SOS (2022)